# Magdalenenkirche (Berlin-Neukölln)

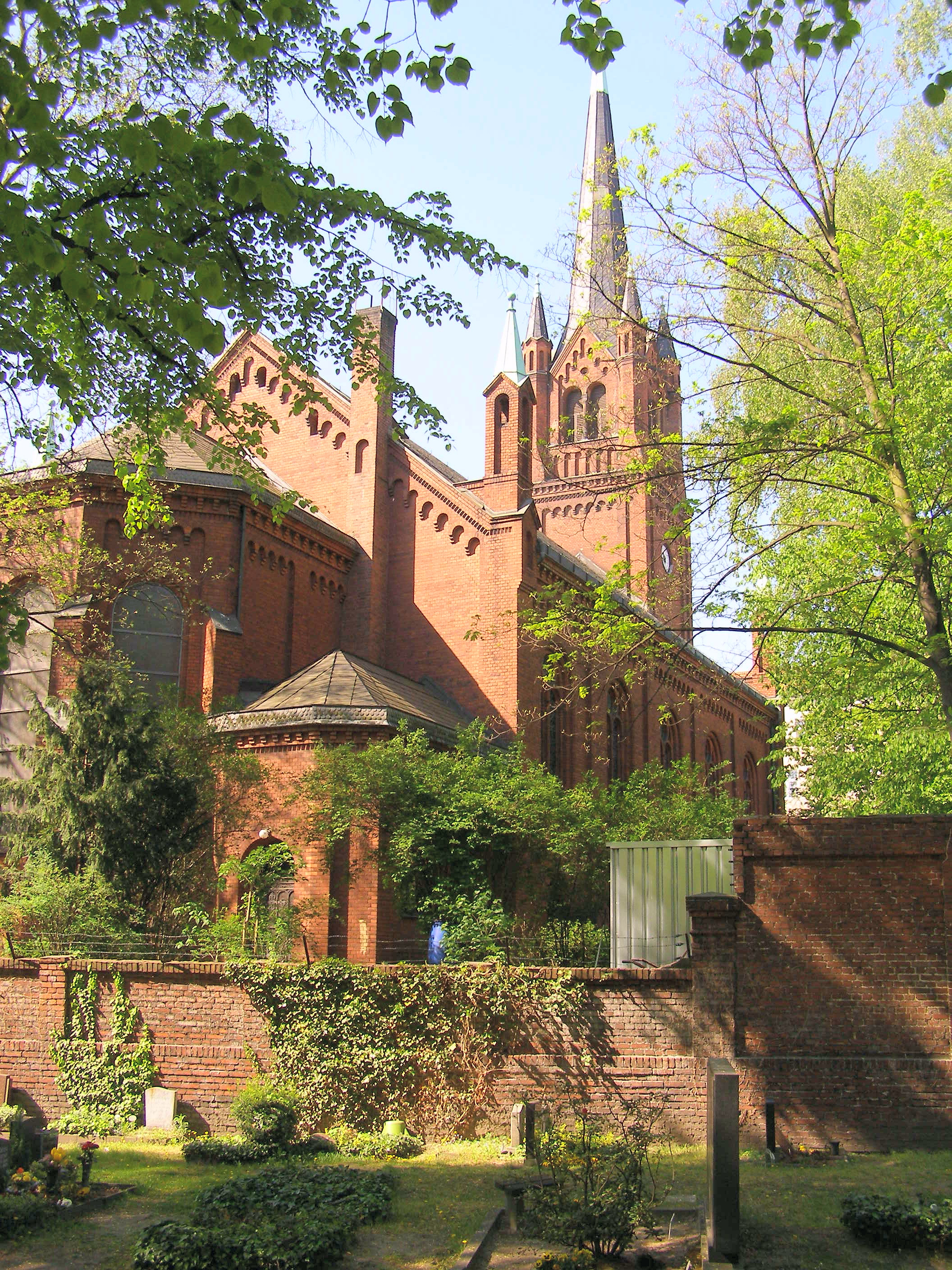
Magdalenenkirche, Ansicht vom Böhmischen Gottesacker Rixdorf

Die Magdalenenkirche wurde von 1877 bis 1879 von Wendt und Hermann Bohl im Rundbogenstil errichtet. Die Langhauskirche hat einen polygonalen Chor und einen quadratischen Turm. Im Zweiten Weltkrieg trug die Kirche, abgesehen von den Fenstern, nur ganz geringe Schäden davon. Die Magdalenenkirche befindet sich im Berliner Ortsteil Neukölln, Karl-Marx-Straße 201, und steht unter Denkmalschutz.

## Geschichte
Schon lange war die alte Dorfkirche am Richardplatz in Rixdorf für den sonntäglichen Gottesdienst zu klein geworden, sodass an einen Ersatzbau gedacht wurde. Ein Bauplatz war auf dem 1819 angelegten Rixdorfer Friedhof vorhanden, der nicht mehr benötigt wurde. Doch musste lange verhandelt werden, ehe am 12. Juli 1877 der Grundstein für die neue Kirche gelegt wurde. Am 25. März 1879 wurde die Kirche eingeweiht. 1910 wurde die Kirche umgebaut, mit neuer Heizung und elektrischer Beleuchtung versehen. 1928 ersetzte ein neues Stahlgeläut die 1917 abgelieferten Glocken. 1929 wurde der Innenraum erneuert. Nach dem Zweiten Weltkrieg wurde die Kirche gründlich renoviert. Am 8. November 1959 wurde sie erneut der Gemeinde, die erst am 1. April 1948 selbstständig wurde, vorher hatte sie zur Stadtkirchengemeinde Neukölln gehört, übergeben. In den Jahren 1984–1986 wurde die Kirche wiederum restauriert.

## Bauwerk

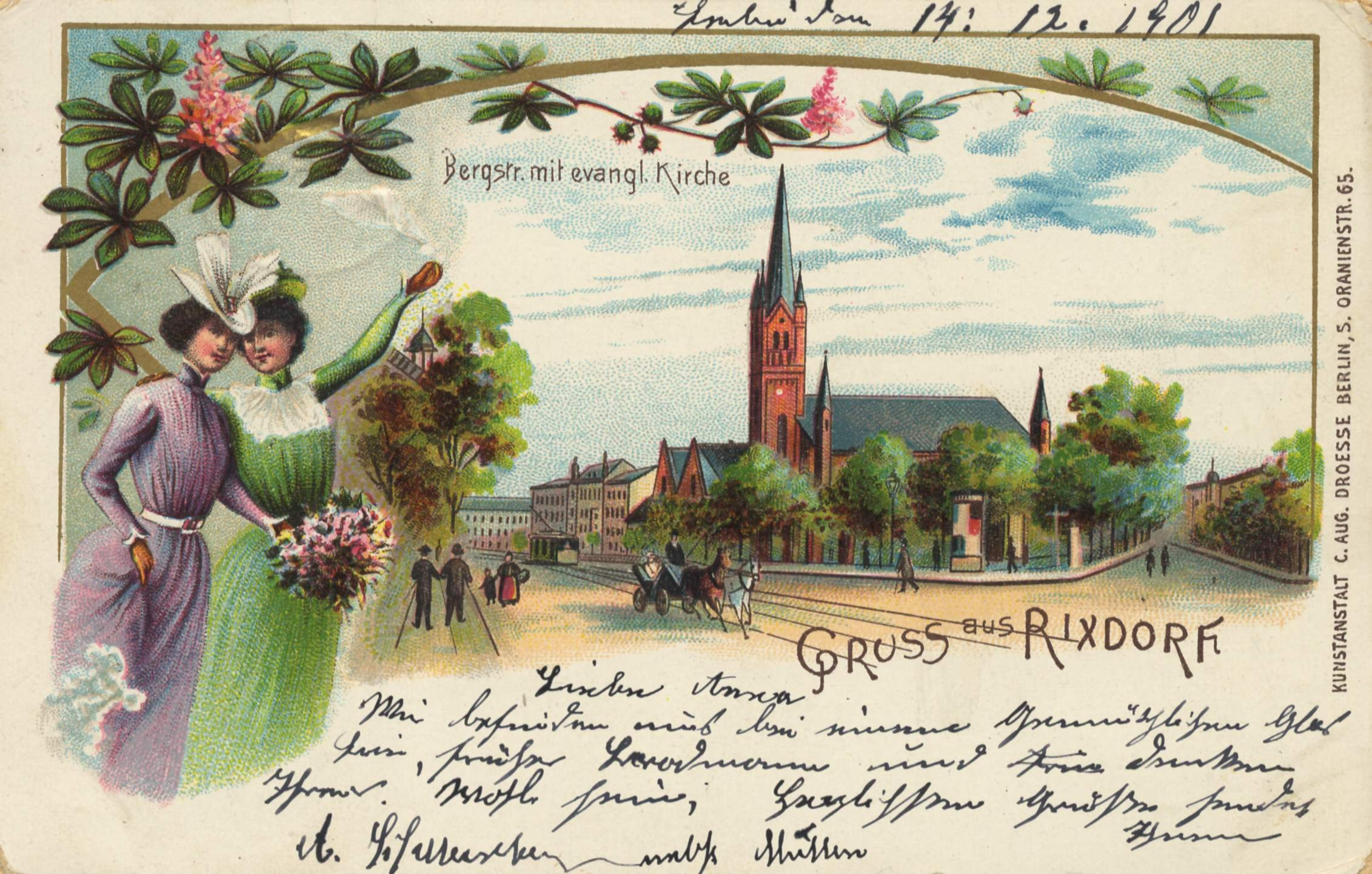
Ansicht um 1900 von der Kirchhofstraße Ecke Bergstraße (heute: Karl-Marx-Straße)

Mit ihrem basilikalen Stil steht die Kirche in der auslaufenden Tradition der Baumeister Schinkel, Stüler und Adler. Der mit roten Ziegeln verblendete Mauerwerksbau wurde in Ost-West-Richtung angelegt. Die Fassade ist durch Lisenen, Gurtgesimse und Rundbogenfriese gegliedert. Die Eingangsseite an der damaligen Bergstraße erhielt einen hohen Turm, dessen oktogonaler Helm von vier kleineren Ecktürmchen flankiert ist. Das oberste Turmgeschoss ist in je zwei übergiebelten Arkaden geöffnet. Der Chor wurde mit 5⁄8-Schluss ausgebildet. 1969 wurde an die Kirche eine Kapelle für Andachten angebaut.

## Inneres
Das Kirchenschiff erhielt eine sichtbare hölzerne Dachkonstruktion. Die Emporen sind ebenfalls aus Holz. Der Altarraum ist gewölbt. Die Farbgebung lehnte sich an klassizistische Vorbilder an. 1910 ersetzte ein neuer Altar in Tischform aus schwäbischem Muschelkalk den bisherigen. Das älteste Zeugnis in der Kirche ist das Kruzifix auf dem Altar, das bis 1879 in der alten Dorfkirche gestanden hatte. Es stammt aus dem 16./17. Jahrhundert. Die dunkle Eichenholz-Imitation mit mehrfarbigen Schmuckelementen stammt von 1910. Die Brüstungsfelder der Empore erhielten im Jahre 1929 eine dunkle Bemalung. Die heutige ockerfarbene Ausmalung des Kirchenschiffs entspricht der ursprünglichen Farbgebung von 1879. Das Bild von Martin Luther neben dem Eingang wurde 1883 von Ernst Moritz Geyger gemalt. Ein anderes Gemälde zeigt Maria Magdalena, die dem auferstandenen Jesus Christus begegnet.
Im Jahr 1959 erhielt das Kircheninnere einen neuen Anstrich. Auch die Beleuchtung stammt aus jener Zeit. In den 70er Jahren schließlich musste der Fußboden erneuert werden. Eine Bestuhlung trat an Stelle der alten Kirchenbänke, um das Gotteshaus auch zu anderen als gottesdienstlichen Zwecken nutzen zu können. Bei der letzten Restaurierung wurde an einigen Stellen die ursprüngliche Ausmalung freigelegt. Die Kapitelle und Schnitzereien wurden vergoldet, der Altarraum und die Seitenwände erhielten ein olivgrünes Paneel. An die Zerstörung des Zweiten Weltkrieges erinnert der Taufstein, der aus einem Teil eines Kapitels der kriegszerstörten Kaiser-Wilhelm-Gedächtnis-Kirche gearbeitet wurde.

## Orgel
Die Orgel in der Magdalenenkirche wird den Ansprüchen für Kirchenmusik und Konzertveranstaltungen nicht mehr gerecht. Deshalb muss die Orgel restauriert werden. Das Instrument stammt aus dem Jahr 1879, dem Baujahr der Kirche, und ist von der damals bedeutendsten Orgelbauwerkstatt in Berlin, der Firma Ferdinand Dinse, erbaut worden. 1909 wurde die Orgel von der Firma Sauer ergänzt. Dabei wurden die Register umgebaut. Während der beiden Weltkriege wurden zahlreiche Orgelpfeifen gestohlen. Jede dieser Firmen prägte den Klang des Instruments in der jeweiligen Epoche, wodurch der ursprünglich romantische Gesamtklang abhandenkam. Instrumente der Orgelbaufirmen Dinse und Sauer sind allerdings als Kulturerbe schützenswert. Die Sachverständigen raten dazu, die Orgel auf den ursprünglichen Zustand von 1879 (Dinse) oder 1909 (Sauer) zurückzuführen. Durchgeführt wird die Restaurierung durch die Firmen Mitteldeutscher Orgelbau A. Voigt und Christian Scheffler.
| I Hauptwerk C–g3 |                  |     |
| 1.               | Bordun           | 16′ |
| 2.               | Principal        | 08′ |
| 3.               | Gedackt          | 08′ |
| 4.               | Flute harmonique | 08′ |
| 5.               | Gamba            | 08′ |
| 6.               | Dolce            | 08′ |
| 7.               | Oktave           | 04′ |
| 8.               | Rohrflöte        | 04′ |
| 9.               | Rauschquinte II  |     |
| 10.              | Octave           | 02′ |
| 11.              | Cornett III–IV   |     |
| 12.              | Mixtur III       |     |
| 13.              | Trompete         | 08′ |

| II Positiv C–g3 |                 |     |
| 14.             | Gedackt         | 16′ |
| 15.             | Geigenprincipal | 08′ |
| 16.             | Fernflöte       | 08′ |
| 17.             | Spitzflöte      | 08′ |
| 18.             | Aeoline         | 08′ |
| 19.             | Voix céleste    | 08′ |
| 20.             | Fugara          | 04′ |
| 21.             | Flauto dolce    | 04′ |
| 22.             | Flautino        | 02′ |
| 23.             | Oboe            | 08′ |

| Pedal C–f1 |                             |     |
| 24.        | Principalbass               | 16′ |
| 25.        | Subbass                     | 16′ |
| 26.        | Violon                      | 16′ |
| 27.        | Lieblich Gedackt (= Nr. 14) | 16′ |
| 28.        | Oktavbass                   | 08′ |
| 29.        | Bassflöte                   | 08′ |
| 30.        | Spitzflöte (= Nr. 17)       | 08′ |
| 31.        | Posaune                     | 16′ |

- Koppeln: II/I (auch als Sub- und Superoctavkoppeln) II/II (Superoktavkoppel), I/P, II/P

## Glocken
Im Kirchturm der Magdalenenkirche hängen drei Glocken aus Gussstahl, die 1922 vom Bochumer Verein gegossen wurden. Das Vorgängergeläut aus Bronze musste 1917 für die Rüstungsproduktion im Ersten Weltkrieg abgeliefert werden.
| Glocke | Name     | Gewicht | Durchmesser | Schlagton | Inschrift                                                                                  |
| ------ | -------- | ------- | ----------- | --------- | ------------------------------------------------------------------------------------------ |
| 1      | Glaube   | 520 kg  | 1130 mm     | gis′      | WIR EISERNE GLOCKEN VON MAGDALENEN WOLLEN ZUR EHRE DES HÖCHSTEN ERTÖNEN                    |
| 2      | Liebe    | 300 kg  | 920 mm      | h′        | WIR WOLLEN DER MIT- UND NACHWELT MELDEN DEN RUHM DER IM WELTKRIEG GEFALLENEN 1914-18       |
| 3      | Hoffnung | 220 kg  | 790 mm      | d″        | ACH TRÄNENSAAT WARS HERR LASS ERNTE UNS SEHEN SCHENK GLAUBEN DEN DEUTSCHEN UND AUFERSTEHEN |